# 瓜尔多塔迪诺
瓜尔多塔迪诺（義大利語：Gualdo Tadino），是意大利佩鲁贾省的一个市镇。总面积124.19平方公里，人口15846人，人口密度127.6人/平方公里（2009年）。ISTAT代码为054023。